# Никола Кофарджиев
Никола Георгиев Кофарджиев (Сашо) е деец на БКП.

## Биография
Никола Кофарджиев е роден на 11 май 1904 г. в град Бургас. Член на БКМС (1920) и БКП (т.с.) (1922). Участва в Септемврийското въстание (1923) в Пернишко. След въстанието е арестуван 2 пъти.
Емигрира последователно в Австрия, Германия и СССР. Студент в Ленинградския университет. Прекъсва образованието си и се завръща в България, секретар е на БКМС (1926). Отново емигрира в СССР и работи в апарата на Коминтерна (1928).
Завръща се в България и е секретар на ЦК на БКП. При полицейска блокада на София е убит на 30 октомври 1931 г.

## Памет
На Сашо Кофарджиев е наречена улица в квартал „Орландовци“ в София (Карта).